# Olympische Sommerspiele 2016/Teilnehmer (St. Vincent und die Grenadinen)
| Gelbes Symbol für Goldmedaillen mit stilisierten Olympischen Ringen | Graues Symbol für Silbermedaillen mit stilisierten Olympischen Ringen | Braundes Symbol für Bronzemedaillen mit stilisierten Olympischen Ringen |
| ------------------------------------------------------------------- | --------------------------------------------------------------------- | ----------------------------------------------------------------------- |
| —                                                                   | —                                                                     | —                                                                       |

St. Vincent und die Grenadinen nahmen an den Olympischen Spielen 2016 in Rio de Janeiro teil. Es war die insgesamt achte Teilnahme an Olympischen Sommerspielen. Das St. Vincent and the Grenadines National Olympic Committee nominierte vier Athleten in zwei Sportarten.

## Teilnehmer nach Sportarten

### Leichtathletik
Laufen und Gehen 
| Athleten                 | Wettbewerb | Runde 1 | Runde 1 | Halbfinale    | Halbfinale    | Finale        | Finale        | Rang |
| Athleten                 | Wettbewerb | Zeit    | Rang    | Zeit          | Rang          | Zeit          | Rang          | Rang |
| ------------------------ | ---------- | ------- | ------- | ------------- | ------------- | ------------- | ------------- | ---- |
| Frauen                   |            |         |         |               |               |               |               |      |
| Kineke Alexander         | 400 m      | 52,45 s | 34      | ausgeschieden | ausgeschieden | ausgeschieden | ausgeschieden | 34   |
| Männer                   |            |         |         |               |               |               |               |      |
| Brandon Valentine-Parris | 400 m      | 47,62 s | 45      | ausgeschieden | ausgeschieden | ausgeschieden | ausgeschieden | 45   |

### Schwimmen
| Athleten          | Wettbewerb    | Vorlauf     | Vorlauf | Halbfinale    | Halbfinale    | Finale        | Finale        | Rang |
| Athleten          | Wettbewerb    | Zeit        | Rang    | Zeit          | Rang          | Zeit          | Rang          | Rang |
| ----------------- | ------------- | ----------- | ------- | ------------- | ------------- | ------------- | ------------- | ---- |
| Frauen            |               |             |         |               |               |               |               |      |
| Izzy Joachim      | 100 m Brust   | 1:17,37 min | 39      | ausgeschieden | ausgeschieden | ausgeschieden | ausgeschieden | 39   |
| Männer            |               |             |         |               |               |               |               |      |
| Nikolas Sylvester | 50 m Freistil | 25,64 s     | 61      | ausgeschieden | ausgeschieden | ausgeschieden | ausgeschieden | 61   |